# Kongruenz in der spanischen Sprache
Als Kongruenz, concordancia gramatical wird in der Linguistik allgemein und in der spanischen Grammatik im Speziellen die Übereinstimmung von Merkmalsausprägungen bei verschiedenen den Satz konstituierenden Elementen bezeichnet.
Die Spanische ist eine relativ flektierende Sprache, was sich darin zeigt, dass die spanische Sprache hauptsächlich mit synthetischen Konjugationssystemen arbeitet, die über Affixe realisiert werden. Ein in ihr gebildeter Satz folgt den Bauprinzipien der flektierenden Sprache, so zeigen sich etwa am spanischen Verb morphologische Merkmale der Finitheit. Dabei steht eine Person- und Numerus-Kongruenz mit dem Subjekt einer Tempus-Aspekt-Modus-Morphem (TAM) gegenüber. Die Tempus-Aspekt-Modus-Morphem (TAM) und die Subjektkongruenz sind nach Talmy Givón (2001) die elementaren Bestandteile dieser Finitheit.
Die Kongruenz bezeichnet somit eine Abhängigkeitsbeziehung zwischen mindestens zwei grammatischen Formen oder sprachlichen Entitäten. Damit wird die Kongruenz auch ein Bestandteil der Morphologie, denn es wird die Frage impliziert was bei der Verwendung, Gebrauch eines Wortes an Fernwirkungen im Satz auftritt:
- Was vermag ein Wort XY, (equis i griega)? Kann es flektiert werden, ist es kompartierbar, ist es artikelfähig usw.
- Wozu muss dieses Wort dann kongruent sein? Wie entfaltet das einzelne Wort seine „morphologische Fernwirkung“ („Kongruenzdomäne“) auf andere Worte. Wie bilden sich symmetrische morphologische Beziehungen zwischen den Worten in einem Satz.[3][4]

Man unterscheidet allgemein zwischen einer:
- grammatischen Kongruenz, concordancia gramatical: sie ist satzintern und besteht innerhalb der einzelnen Satzglieder und prägt begrifflich die „Kongruenz“ im weiteren Sinne. Ihre Funktion ist die Markierung der syntaktischen Beziehungen.

Juana compró los juguetes para su hija. Juana se los compró. Juana kaufte die Spielsachen für ihre Tochter. Juana kaufte sie ihr.
- Nominalen Kongruenz, concordancia nominal: für die Determinantien, den adjektivischen Attributen und den Appositionen wird eine Übereinstimmung zum Bezugssubstantiv hinsicht ihres Kasus, Genus, Numerus hergestellt.

la bella novia, una hermosa novia, a la novia hermosa die schöne Braut, eine wunderschöne Braut, der wunderschönen Braut
- verbalen Kongruenz, concordancia verbal: der flektierte Prädikatteil kongruiert mit dem Subjekt bezüglich der Person und dem Numerus.

Te amo. La mujer ama. Ich liebe dich. Die Frau liebt.
- prädikativen Kongruenz, concordancia predicativo: das Subjekt und Prädikat kongruieren in Bezug auf das Genus, Numerus oder Kasus.

Ella es una profesora universitaria. Él es un profesor universitario. Sie ist eine Hochschullehrerin. Er ist ein Hochschullehrer.
- anaphorischen Kongruenz, concordancia anafórica: hier wird aus der satzinternen Kongruenz eine satzgrenzenüberschreitende Kongruenzbeziehung, so etwa im Falle von Pronominalisierungen.

Juana estaba cansada. Ella pensó que su novio iba simplemente al baño en el restaurante. Juana war müde. Sie dachte, dass ihr Bräutigam einfach auf die Toilette im Restaurant ging.
Daraus lässt sich für die wichtigsten Punkte zusammenfassen:
In der spanischen Sprache kongruieren zum einen das finite Verb und sein Subjekt in Person und Numerus, ein prädikativ gebrauchtes Adjektiv mit dem Subjekt in Numerus und Genus und ein attributives Adjektiv und ein Artikel mit seinem Bezugsnomen ebenfalls in Numerus und Genus.

## Erläuterung
Die Kongruenz wird, sofern es sich um flektierende Sprachen handelt, anhand der Morphologie bzw. Morpheme zu fassen versucht.
Aber nicht die Morpheme als solche, sondern eigentlich die Satzelemente sind es, die miteinander kongruieren. Durch sie finden morphologisch-syntaktische Kategorien ihren Ausdruck in der veränderten bzw. in sich übereinstimmenden Morphologie.
Es ist ein Phänomen, das sich innerhalb einer syntaktischen Domäne (z. B. Satzelemente oder Konstituente) ausgebildet hat.
Der Begriff der „Kongruenz“ beschreibt allgemein eine dergestaltige, formelle Übereinstimmung zumeist in den Kategorien des Person, Numerus, Genus und Kasus; als verwandte Erscheinung lässt sich noch die Übereinstimmung in Tempus und Modus innerhalb einer Sentenz anführen.
Generell betrachtet ist Kongruenz in der Linguistik die Übereinstimmung von Merkmalsausprägungen in verschiedenen sprachlichen Elementen innerhalb einer syntaktischen Domäne (z. B. Satz oder Konstituente).
Vereinfacht formuliert, bezeichnet sie die Übereinstimmung, etwa bezüglich Person, Zahl oder Geschlecht in den entsprechenden Worten der Satzglieder, also bezüglich ihrer grammatischen Kategorien. Kongruenz zählt zu den syntaktische Relationen, sie legen Beziehungen oder Verhältnisse zwischen den Satzelementen innerhalb des Satzes fest; weitere sind etwa die Wortstellung, Flexion, Intonation. – Beispiele:
Juana compró los juguetes para su hija. Juan se los compró. Juana kaufte die Spielsachen für ihre Tochter. Juana kaufte sie ihr. Pretérito indefinido de indicativo
Juan compró una casa para sus hijas. Juan se la compró. Juan kaufte ein Haus für seine Töchter. Juan kaufte es ihnen.
Die satzinterne Kongruenz zeigt sich an drei den Satz konstituierenden Elementen, so zwischen dem Subjekt und Verb (Subjekt-Verb-Kongruenz), zwischen dem Subjekt und der prädikativ gebrauchten Nominalphrasen sowie innerhalb der Nominalphrase zwischen dem Nomen und dessen möglichen Begleitern. Dabei sind die Elemente hinsichtlich der Merkmale zu unterscheiden, welche die Differenzierungen ausmachen. Bei der Subjekt-Verb-Kongruenz müssen Person und Numerus übereinstimmen. Der Kasus im engeren Sinne ist hier im Spanischen in der Regel nicht realisiert. Bei der Subjekt-Prädikativ-Kongruenz und der Nominalphraseninternen Kongruenz sind es Genus und Numerus, die korrespondieren müssen. Die dritte Person ist bei der Nominalphraseninterneninternen Kongruenz vorgegeben.
In den romanischen Sprachen allgemein ist die Kongruenz zwischen dem konjugierten Verb und einem Substantiv bzw. des ihn vertretenden Pronomens in Person und Numerus hervorzuheben. Sie tritt deshalb in den Vordergrund, weil es eine „In-Beziehung-Setzung“ zwischen so unterschiedlich flektierten grammatischen Formen ist die hier verbal und nominal in Erscheinung treten. Aber auch weil durch die Kongruenz ein Substantiv gegenüber einem weiteren, anderen hervorgehoben oder auch abgegrenzt wird.
Abzugrenzen ist die Kongruenz von dem Begriff „Konkordanz“ aus der Theoretischen Linguistik. Konkordanz bezeichnet in Sprachen mit sogenannten Nominalklassen die morphologische Übereinstimmung eines Verbs oder Attributs mit dem als Ausgangsbegriff gedachten Nomen. Die Konkordanz von Verben und Attributen mit den Nomina erfolgt mittels Affixe, also Vor- und Nachsilben. Das Phänomen ist daher in seiner äußeren Erscheinungsform vergleichbar mit der Kongruenz in den indogermanischen Sprachen, jedoch nicht völlig damit gleichzusetzen. Vielfach wird Konkordanz als Sonderform der Kongruenz verstanden.
Der grammatikalische Begriff „Kongruenz“ ist darüber hinaus nicht mit dem gleichlautenden Bezeichnungen, etwa von „Äquivalenz“ und „Kongruenz“ der Kontrastiven Linguistik gleichzusetzen. Dieser Zweig der Linguistik beschäftigt sich mit dem Vergleich von Sprachen zueinander.

## Kongruenz,concordancia gramaticalim spanischen Satz
In flektierenden Sprachen, wie es das Spanische ist, besteht eine grundsätzliche die Tendenz dazu die Wörter, die in einer Beziehung zueinander gebracht wurden, in eine formelle Übereinstimmung miteinander zu bringen.
Die bedeutsamste Ausformung der Kongruenz ist im Spanischen und in den übrigen romanischen Sprachen ist die Kongruenz zwischen der konjugierten Form des Verbs und einem Substantiv, oder einem ihn vertretenden Pronomen in Numerus und Person. Sie begründet sehr häufig den prototypischen Satz aus einem Substantiv in seiner syntaktischen Rolle als Subjekt und einem Verb in seiner Rolle als Prädikat.
In das Begriffssystem der klassischen Grammatik übertragen heißt das, dass eine morpho-syntaktische Übereinstimmung (Morphosyntax) der entsprechenden Satzteile in Beziehung auf Genus, Numerus so zwischen Substantiv und adjektivischem Attribut sowie zur grammatischen Person und Numerus so zwischen Subjekt und Verbalform erst zu einem grammatikalisch korrekten Satz führen. – Beispiele:
Me gustan los coches. Mir gefallen die Autos.
Me gusta el coche. Mir gefällt das Auto.
En ese bar se comen unos bocadillos muy ricos. In dieser Bar isst man einige sehr köstliche Brötchen.
En ese bar se come uno bocadillo muy rico. In dieser Bar isst man ein sehr köstliches Brötchen.
En ese bar se comen unas tartas muy ricas. In dieser Bar isst man einige sehr köstliche Torten.
En ese bar se come una tarta muy rica. In dieser Bar isst man eine sehr köstliche Torte.
¿Os gustan los conciertos de Juan del Encina? Sí. También nos gusta escuchar música de Francisco de Salinas. Gefallen euch die Konzerte von Juan del Encina? Ja, ebenso gefällt uns, die Musik von Francisco de Salina zu hören.
 Die Person-Numerus-Kongruenz ist im Spanischen obligat, die Genus-Kongruenz hingegen nur in einigen Prädikatkonstruktionen, so dem Passiv, den Partizipialperiphrasen. – Beispiele, beide Sätze in der Zeitform des Pretérito perfecto compuestos:
He comprado una camisa y un chaleco amarillo. Ich habe ein Hemd und eine gelbe Weste gekauft.
He comprado un abrigo y un sombrero negros. Ich habe einen Mantel und einen schwarzen Hut gekauft.
Estoy copiando los ejercicios para vosotros. Estoy copiándooslos. Ich bin dabei, die Prüfungsaufgaben für euch [maskulin] zu kopieren. Ich kopiere sie [die Prüfungsaufgaben] euch [maskulin]. Gerundio
Estoy copiando los ejercicios para vosotras. Estoy copiándooslos. Ich bin dabei, die Prüfungsaufgaben für euch [feminin] zu kopieren. Ich kopiere sie [die Prüfungsaufgaben] euch [feminin].
Estoy copiando las pinturas para vosotros. Estoy copiándooslas. Ich bin dabei, die Gemälde für euch [maskulin] zu kopieren. Ich kopiere sie [die Prüfungsaufgaben] euch [maskulin].
Estoy copiando las pinturas para vosotras. Estoy copiándooslas. Ich bin dabei, die Gemälde für euch [feminin] zu kopieren. Ich kopiere sie [die Prüfungsaufgaben] euch [feminin].
Besteht das Subjekt aus mehreren Wörtern, sujeto múltiple kann die Entsprechung der Kongruenz in und für die Personen schwieriger sein. Hierbei sind verschiedene Fälle bzw. Konstruktionen zu unterscheiden, je nachdem welche Arten von Subjekten in welcher Weise miteinander verbunden sind. – Beispiel:
Su amabilidad y cordialidad me impresionaron. Seine Freundlichkeit und Herzlichkeit beeindruckten mich. (Prädikat im Plural)
Me impresionó su amabildidad y su cordialidad. Mich beeindruckte seine Freundlichkeit und seine Herzlichkeit. (Prädikat im Singular)
Anders als im Deutschen ist aber möglich, mit Rücksicht auf den semantischen Sinn die Kongruenzregel aufzuheben. – Beispiele, beide Sätze in der Zeitform des Pretérito perfecto simple
La mayoría comieron sin decir nada. Die Mehrheit aß, ohne etwas zu sagen.
La mayoría comió sin decir nada. Die Mehrheit aß, ohne etwas zu sagen.
Das Subjekt „la mayoría“ steht wie im Gebrauch des Artikels abgebildet im singular, semantisch-inhaltlich verweist es aber auf eine Mehrzahl. Das benutzte Prädikat in Form des Verbs „comer“ kann man deshalb sowohl im Plural als auch im Singular einsetzen.
Der Begriff der Kongruenz steht in Beziehung zur Flexion womit die Änderung der Gestalt eines Wortes oder eines Lexems zur Darstellung seiner grammatischen Merkmale bzw. seiner grammatischen Funktion im Satz gemeint ist.
Das Phänomen der syntaktischen Kongruenz tritt vor allem in flektierenden Sprachen auf. Dort regelt sie bestimmte Aufgaben bei der Satzkonstituierung. In diesem Zusammenhang, eingebunden im sprachlichen System, lässt sich die Kongruenz als ein Teilgebiet der Satzebene (Syntax) und nicht der Wortebene (Morphologie) bestimmen. Der Drehpunkt bei der Betrachtung morphologischer Abhängigkeit oder Dependenz ist die Frage, von welchem Wort die konkrete versprachlichte und geäußerte Wortform von der eines anderen Wortes, so etwa Numerus, Genus bestimmt wird. Erklärende Begriffe hierfür sind die Kongruenz und Rektion. Aus der Sicht der syntaktischen Dependenz zeigt es sich, welche Worte syntaktisch die Phrasen dominieren. Dabei muss man neben den (finiten) Verben auch deren Argumente einbeziehen.
Im Spanischen wird die zusammengesetzte Vergangenheit, Pretérito perfecto de indicativo mit dem Auxiliar, verbo auxiliar „haber“ ohne Kongruenz gebildet. Anders als etwa im Französischen gilt in transitiven Konstruktionen auch bei vorangestelltem Objektklitikum nie Kongruenz.
María ha regado las plantas. Maria hat die Pflanzen gegossen. Pretérito perfecto de indicativo voz activa  Ohne Kongruenz concordancia gramatical
Las ha regado. Sie hat sie gegossen. Pretérito perfecto de indicativo voz activa
Das spanische Passiv zeigt immer Kongruenz zwischen participio pasado und internem Argument. Bezüglich der Unterschiede zwischen dem Vorgangspassiv und Zustandspassiv gibt es bezüglich der Kongruenz am Partizip, participio pasado keine Unterschiede. – Beispiele:
Las plantas fueron regadas. Die Pflanzen wurden gegossen. Pretérito indefinido de indicativo voz pasiva genauer Vorgangspassiv, pasiva con ser o pasiva de proceso  Mit Kongruenz
Las plantas han sido regadas. Die Pflanzen sind gegossen worden. Pretérito pluscuamperfecto de indicativo voz pasiva Vorgangspassiv, pasiva con ser o pasiva de proceso
Las plantas estaban regadas. Die Pflanzen waren gegossen. Pretérito imperfecto de indicativo voz pasiva Zustandspassiv, pasiva con estar  Mit Kongruenz
Las plantas han estado regadas. Die Pflanzen sind gegossen gewesen. Pretérito perfecto de indicativo voz pasiva Zustandspassiv, pasiva con estar

### Kongruenz des spanischen Adjektivs im Satz
Alle prädikativ verwendeten Adjektive sind im Deutschen stets unflektiert und nicht kongruent, im Spanischen hingegen werden sie in Genus und Numerus angepasst. – Beispiele:
Este hombre me puso cachondo. Dieser Mann machte mich an.
Esta mujer me puso cachonda. Diese Frau machte mich an.
Los hombres se pusieron cachondos. Die Männer machten einander an.
Las mujeres se pusieron cachondas. Diese Frauen machten einander an.
Die attributiven spanischen Adjektive werden in pränominaler oder postnominaler Position nach Genus und Numerus angepasst, im Deutschen hingegen werden die pränominalen attributiven
Adjektive immer gebeugt, die seltener auftretenden postnominalen jedoch niemals. – Beispiele:
Pränominales Adjektiv. – Beispiel:
- ein schöner Mann, schöne Männer

Postnominales Adjektiv – Beispiele:
- Das kleine Hänschen ging allein.
- Die kleine Johanna ging allein.
- Die kleinen Hänschen gingen allein.
- Die kleinen Johannas gingen allein.

Im Spanischen aber werden Genus und Numerus angepasst.
El pequeño Juanito fue solo.
La pequeña Juanita fue sola.
Los pequeños Juanitos fueron solos.
Las pequeñas Juanitas fueron solas.
An den zuletzt aufgeführten, obigen Beispielen sieht man, dass das Adjektiv stets mit dem Substantiv übereinstimmt. Dies gilt auch wenn beide, Substantiv und Adjektiv, im Satz bzw. in einer Satzreihe weiter voneinander getrennt sind. – Beispiel:
Estas faldas son para ti. ¡Qué bonitas! Diese Röcke sind für dich. Wie schön sie sind!
Für den Fall, dass ein Adjektiv sich auf mehrere Substantive mit gleichem Genus bezieht, wird das Eigenschaftswort im Spanischen in den Plural gesetzt.– Beispiel:
He comprado una falda y una braga rojas. Ich habe einen roten Rock und ein rotes Höschen gekauft.
Erscheint aber ein Adjektiv, das sich auf mehrere Substantive mit verschiedenem Genus bezieht, so wird der Plural des Adjektivs in seiner maskulinen Form eingesetzt. – Beispiel:
He comprado un sujetador, una falda, una braga y un calcetín rojos. Ich habe einen roten Büstenhalter, einen roten Rock, ein rotes Höschen und rote Socken gekauft.